# 윌리엄 트위세

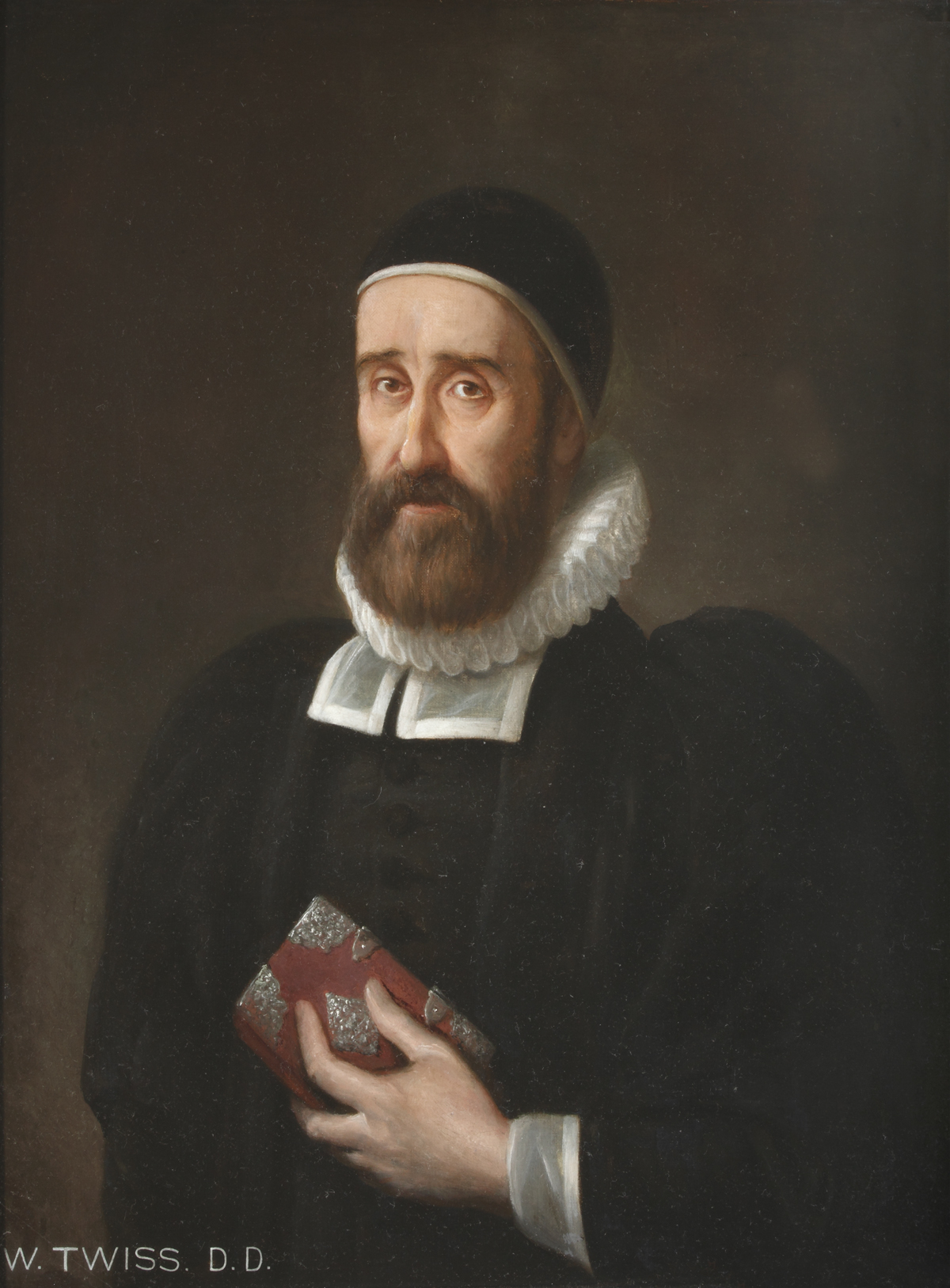
윌리엄 트위세의 초상화

윌리엄 트위세 ( William Twisse; 1578년 - 1646년 7월 20일 )는 탁월한 영국의 성직자로 신학자이다. 웨스트민스터 총회의 최초 사회를 맡았다. 로버트 베일은 그에 대한 평가에서 '매우 선량하고 사랑스럽지만 책 만을 좋아한다'고 말했다.

## 생애
그는 잉글랜드의 뉴베리에서 의류업자인 아버지의 아들로 태어났다. 그는 윈체스터에서 교육을 받고, 18살에 옥스포드에 있는 뉴칼리지로 전학하였다. 16년의 기간동안의 학업을 하면서 방대한 양의 지식을 쌓고, 철학과 신학을 두루 섭렵하였다.
1604년에 학위를 받고, 목회자 안수를 받았다. 1614년에 신학 박사학위를 받았다.
제임스 1세는 그를 그의 딸 엘리자베스의 채플린으로 임명하였다. 엘리자베스를 잘 교육하여 그녀가 어려움을 슬기롭게 극복하도록 힘썼다.

## 신학
그는 우발성(Contingency)를 설명함에 있어서 중세 신학의 뿌리로부터 가져왔으며, 첫번째 인물은 토마스 아퀴나스이고, 두번째 인물은 둔스 스코투스임을 주장했다. 그는 토마스 아퀴나스로부터 우발성의 원천이 하나님의 뜻에 있으며, '효과적인(efficacious) 대리자(agent)'로 칭했다. 반면에 둔스 스코투스는 자유로운 대리자로 칭했다.
그는 개혁주의를 연구함에 있어서 윌리엄 휘태커를 가장 먼저 인용하였고, 중세시대 연구자로 피에르 롱바르가 토마스 아퀴나스의 신학대전에 의해 대체되었다고 주장하였다. 그는 몇 세기에 걸친 중세시대의 신학자들까지 두루 연구한 방대한 양의 저서를 섭렵한 뛰어난 신학자였다.

### 가정적 만인구원설
트위세는 이 교리에 대해 작정교리와 연결시켰다. 하나님은 어떤 일들은 필연적으로 작정하셨고, 다른 것들은 우연적으로 또 다른 것들은 자유로이 제정하셨다.

### 영원 칭의론
트위세는 칭의가 영원전에 이루어졌다는 영원 칭의론을 따랐다. 그는 죄인의 칭의가 영원전에 이루어졌고 결국에는 죄인이 믿음에 이를 때 확정된다고 주장하였다.

## 저서
- A Discovery of D. Jackson's Vanity (1631) against Thomas Jackson
- Vindiciae Gratiae (Amsterdam, 1632)
- Dissertatio de scientia media tribus libris absoluta (Arnhem 1639)
- The Riches of Gods Love (1653), with Henry Jeanes and John Goodwin
- An Examination of Mr. Cotton's Analysis of The Ninth Chapter of Romans
- The Five Points of Grace and of Predestination
- Of the Morality of the Fourth Commandment
- A Treatise of Mr. Cotton's Clearing Certaine Doubts Concerning Predestination
- The Doctrine of the Synod of Dort and Arles, Reduced to the Practice (1650)
- Of the morality of the Fourth Commandment, as still in force to binde Christians : delivered by way of answer to the translator of Doctor Prideaux his lecture, concerning the doctrine of the Sabbath (1641) OL 14032019M
  - https://archive.org/details/ofmoralityoffour00twis

### 번역된 저서
- 개혁주의 예정론 (The Reformed Doctrine of Predestination, 배현주, 주교문화사, 2015)